# 云山站 (韩国)
雲山站（：／ Unsan yeok */?）是位于韩国庆尚北道安东市一直面云山里的一个铁路车站，它属于中央线。

## 历史
- 1940年3月1日 - 落成使用。[1]
- 2020年11月12日 - 廢止。

## 相鄰車站
韓國鐵道公社
中央線
武陵－雲山－丹村